# Operatie Decibel
Operatie Decibel is de landelijke omnummeroperatie die PTT Telecom (sinds april 1998 KPN Telecom) op 10 oktober 1995 in Nederland doorvoerde.
De naam is een samentrekking van "Deci" (tien) en "Bel". Bij Operatie Decibel werden alle geografische telefoonnummers tiencijferig. De verandering betrof ca. 70% van de Nederlandse telefoonnummers. De meeste telefoonnetten (vanaf die datum netnummergebieden genoemd) werden daarbij een stuk groter, het aantal werd van 1046 teruggebracht naar 141. Alle netten in een sector werden gecombineerd tot één netnummergebied.

## Definitie vannetensector
Het Nederlandse telefoonsysteem is verdeeld in netten, elk met een eigen netnummer.
Voor 1995 vormden een aantal netten een sector. Als regel waren dat de netten die de eerste vier cijfers van het netnummer gemeen hadden. Bijvoorbeeld: de netten 05490 t/m 05499 vormden samen een sector. Soms bevond zich een net met een verkort netnummer binnen een sector. Bijvoorbeeld: de netten 050 en 05900 t/m 05909 vormden een sector. Er waren enkele onregelmatigheden, zo vormden 070, 01751 en 01761 een sector (andere netnummers met 0175 en 0176 waren er niet).

## Omnummering
Alle huishoudens ontvingen een omnummergids.
Tevens was een omnummerapparaat te koop, genaamd de 'numculator'.
Concreet behelsde de omnummeroperatie het volgende:
- Alle netten in een sector werden samengevoegd tot een enkel net. Het onderscheid tussen sector en net verviel dus. Bovendien werd voortaan de term 'netnummergebied' gehanteerd.
- In een aantal gevallen werden twee sectoren samengevoegd tot één netnummergebied. Dit betrof steeds sectoren die identiek aan elkaar waren voor wat betreft de tarieven, d.w.z. ze grensden aan dezelfde andere sectoren:
  - Sectoren Goes (0110x) en Kruiningen (0113x) tot netnummergebied 0113.
  - Sectoren Spijkenisse (0188x) en Brielle (0181x) tot netnummergebied 0181.
  - Sectoren Poortugaal (0189x) en Rotterdam (010) tot netnummergebied 010.
  - Sectoren 's-Gravenhage (070) en Wassenaar (01751) tot netnummergebied 070. Officieel behoorden deze twee netten al tot een enkele sector, hoewel de nummerstructuur anders deed vermoeden. Leidschendam (01761) was al eerder door 070 geannexeerd.
  - Sectoren Gulpen (0445x) en Maastricht (0440x en 043) tot netnummergebied 043;
  - Sectoren Swalmen (0474x) en Roermond (0475x) tot netnummergebied 0475;
  - Sectoren Helden (0476x) en Venlo (0470x en 077) tot netnummergebied 077.
- De vijfcijferige netnummers werden viercijferig, meestal door het laatste cijfer te verwijderen. Had de hoofdplaats van de sector een verkort netnummer van drie cijfers, dan kregen alle netten in de sector dat netnummer.
- De abonneenummers werden zes- en zevencijferig door aan het begin cijfers toe te voegen, zodat net- en abonneenummer samen tien cijfers hadden.
- Netnummers die begonnen met 08 (Arnhem, Nijmegen en omgeving) werden helemaal veranderd:

080 (net Nijmegen) werd 024;
085 (net Arnhem) werd 026;
083xy (district Arnhem) werd 031x met uitzondering van 0830x dat werd 026;
088xy (district Nijmegen) werd 048x.
- De netten Schimmert (04404) en Hulsberg (04405) werden onderdeel van netnummergebied 045 (Heerlen). Omdat deze netten tot de sector Maastricht behoorden zou men verwachten dat deze bij netnummergebied 043 (Maastricht) gingen horen.
- De nummers die begonnen met 69 in het net 04257 (verkorte lokale nummers voor Baarle-Hertog, alleen kiesbaar vanuit Baarle-Nassau[6]) hadden vóór de operatie zes cijfers, dus inclusief netnummer elf cijfers, wat te lang zou zijn geweest als ze van buiten dat net kiesbaar zouden zijn geweest. Deze nummers werden verlengd tot zeven cijfers, en het netnummer werd 013, totaal tien cijfers.

### Bijzonderheden
- In de netnummergebieden 010 (Rotterdam), 020 (Amsterdam), 036 (Almere) en 070 (Den Haag) hadden de abonneenummers al eerder een zevende cijfer erbij gekregen. In Amsterdam was dat tussen 1988 en 1991.[7] De telefoonnummers bestonden dus al uit tien cijfers en hoefden daarom bij Operatie Decibel niet te veranderen.
- Ook de telefoonaansluitingen in de netten Almelo, Wierden en Vriezenveen behielden op 10 oktober hetzelfde nummer. Deze netten, voorheen 05490, 05496 en 05499, waren een jaar eerder al samengevoegd tot een netnummergebied met een viercijferig netnummer (0546), in combinatie met zescijferige abonneenummers.
- In netten met vijfcijferige abonneenummers bestond de enige verandering soms in het verplaatsen van een cijfer van het netnummer naar het abonneenummer. Bijvoorbeeld 05415-34567 werd 0541-534567. Wie interlokaal belde merkte het verschil niet, want de tweede kiestoon na het netnummer was al afgeschaft. Dit was niet mogelijk als het oude netnummer op 0, 1, 7, 8 of 9 eindigde, omdat besloten was dat deze cijfers niet voor mochten komen als begincijfer van een abonneenummer.
- Sommige nieuwe abonneenummers in het net Almelo begonnen met een 8. Kort daarna werd besloten dat 8 voorlopig niet mocht voorkomen als begincijfer van een abonneenummer. Men besloot de 'fout' niet te verbeteren.
- De officiële ingangsdatum 10 oktober 1995 werd gekozen vanwege de mnemonische slogan "Op tien oktober krijgt iedereen een tien" (op de 10e dag van de 10e maand...), waarmee PTT Telecom adverteerde. Volgens sommigen traden de nieuwe nummers om precies 10:10 uur in werking. In werkelijkheid gebeurde er op 10 oktober niet veel, er waren op dat moment niet overal technici aan het werk om de omschakeling te verzorgen. De telefoondienst garandeerde dat gedurende een half jaar, dus van 10 oktober 1995 tot 10 april 1996, zowel de oude als de nieuwe nummers werkzaam zouden zijn. De nieuwe nummers werkten al eerder dan 10 oktober, en de oude nummers werden op 10 april niet met spoed buiten gebruik gesteld.
- Er was enige impact op de tarifering, doordat een aantal voorheen interlokale gesprekken nu tegen lokaal tarief werd berekend. Daartegen werd de tijdsduur van een tik bij lokaal bellen korter.

## Gerelateerde onderwerpen
- Lijst van Nederlandse netnummers: huidige netnummers (er zijn geen wijzigingen geweest sinds 1995)
- Lijst van historische Nederlandse netnummers: netnummerwijzigingen vóór 1995

## Omnummerlijst
| 010-xxx xx xx               | 01880-x xx xx 0181-6x xx xx | 04120-x xx xx 0412-6x xx xx  | 05160-x xx xx 0516-5x xx xx | 0577x-xx xx 0577-4x xx xx   |
| 01100-x xx xx 0113-2x xx xx | 01881-xx xx 0181-45 xx xx   | 04123-xx xx 0412-40 xx xx    | 05161-xx xx 0516-42 xx xx   | 05780-x xx xx 0578-6x xx xx |
| 01102-x xx xx 0113-3x xx xx | 01882-xx xx 0181-46 xx xx   | 04124-xx xx 0412-61 xx xx    | 05162-xx xx 0516-43 xx xx   | 05782-xx xx 0578-69 xx xx   |
| 01103-xx xx 0113-31 xx xx   | 01883-x xx xx 0181-3x xx xx | 0412x-xx xx 0412-4x xx xx    | 05163-xx xx 0516-44 xx xx   | 05783-xx xx 0578-63 xx xx   |
| 01104-xx xx 0113-54 xx xx   | 01887-xx xx 0181-66 xx xx   | 04130-x xx xx 0413-3x xx xx  | 05164-xx xx 0516-45 xx xx   | 05784-xx xx 0578-64 xx xx   |
| 01105-xx xx 0113-35 xx xx   | 0189x-x xx xx 010-5xx xx xx | 04132-x xx xx 0413-2x xx xx  | 05165-xx xx 0516-46 xx xx   | 05787-xx xx 0578-66 xx xx   |
| 01106-xx xx 0113-56 xx xx   | 020-xxx xx xx               | 04132-3 xx xx 0413-33 xx xx  | 05166-xx xx 0516-47 xx xx   | 05788-x xx xx 0578-5x xx xx |
| 01107-xx xx 0113-37 xx xx   | 02155-x xx xx 035-60x xx xx | 04135-xx xx 0413-21 xx xx    | 05167-xx xx 0516-48 xx xx   | 058-xx xx xx 058-2 xx xx xx |
| 01108-xx xx 0113-30 xx xx   | 02156-xx xx 035-666 xx xx   | 04136-xx xx 0413-22 xx xx    | 05168-xx xx 0516-49 xx xx   | 05900-x xx xx 050-30x xx xx |
| 01109-x xx 0113-600x xx     | 02157-xx xx 035-577 xx xx   | 04137-xx xx 0413-20 xx xx    | 05169-xx xx 0516-54 xx xx   | 05902-xx xx 050-302 xx xx   |
| 01110-x xx xx 0111-4x xx xx | 02159-x xx xx 035-69x xx xx | 04138-x xx xx 0413-4x xx xx  | 05170-x xx xx 0517-3x xx xx | 05905-x xx xx 050-40x xx xx |
| 01112-xx xx 0111-40 xx xx   | 021xx-x xx xx 035-xxx xx xx | 04139-xx xx 0413-29 xx xx    | 05171-x xx xx 0517-2x xx xx | 05907-x xx xx 050-30x xx xx |
| 01113-xx xx 0111-48 xx xx   | 02204-x xx 072-5044x xx     | 04160-x xx xx 0416-6x xx xx  | 05177-xx xx 0517-57 xx xx   | 05908-x xx xx 050-50x xx xx |
| 01116-xx xx 0111-46 xx xx   | 02207-x xx xx 072-57x xx xx | 04160-3 xx xx 0416-33 xx xx  | 05178-x xx xx 0517-4x xx xx | 05909-xx xx 050-306 xx xx   |
| 0111x-xx xx 0111-6x xx xx   | 02208-x xx xx 072-58x xx xx | 04160-4 xx xx 0416-34 xx xx  | 05179-xx xx 0517-59 xx xx   | 0590x-xx xx 050-40x xx xx   |
| 01130-x xx xx 0113-3x xx xx | 0220x-xx xx 072-50x xx xx   | 04160-6 xx xx 0416-56 xx xx  | 0517x-x xx xx 0517-xx xx xx | 05910-x xx xx 0591-6x xx xx |
| 01131-xx xx 0113-57 xx xx   | 02220-x xx xx 0222-3x xx xx | 04162-xx xx 0416-66 xx xx    | 0518x-xx xx 0518-4x xx xx   | 05911-xx xx 0591-52 xx xx   |
| 01134-xx xx 0113-50 xx xx   | 02230-x xx xx 0223-6x xx xx | 04163-x xx xx 0416-3x xx xx  | 05190-x xx xx 0519-2x xx xx | 05912-xx xx 0591-35 xx xx   |
| 01135-xx xx 0113-55 xx xx   | 0223x-xx xx 0223-5x xx xx   | 04164-xx xx 0416-69 xx xx    | 05191-x xx xx 0519-5x xx xx | 05913-x xx xx 0591-3x xx xx |
| 01140-x xx xx 0114-3x xx xx | 02240-x xx xx 0224-2x xx xx | 04165-xx xx 0416-35 xx xx    | 05194-xx xx 0519-51 xx xx   | 05914-xx xx 0591-30 xx xx   |
| 01142-x xx 0114-690x xx     | 02242-xx xx 0224-22 xx xx   | 04166-xx xx 0416-36 xx xx    | 05196-xx xx 0519-33 xx xx   | 05915-x xx xx 0591-5x xx xx |
| 01143-xx xx 0114-63 xx xx   | 0224x-xx xx 0224-5x xx xx   | 04167-x xx xx 0416-2x xx xx  | 05197-xx xx 0519-56 xx xx   | 05919-x xx xx 0591-5x xx xx |
| 01144-x xx 0114-345x xx     | 02260-x xx xx 0226-3x xx xx | 04167-3 xx xx 0416-53 xx xx  | 05198-xx xx 0519-57 xx xx   | 0591x-xx xx 0591-3x xx xx   |
| 01145-x xx 0114-650x xx     | 02263-x xx xx 0226-3x xx xx | 04167-4 xx xx 0416-54 xx xx  | 05199-xx xx 0519-58 xx xx   | 05920-x xx xx 0592-3x xx xx |
| 01146-xx xx 0114-36 xx xx   | 02268-xx xx 0226-38 xx xx   | 04168-xx xx 0416-31 xx xx    | 0519x-x xx xx 0519-xx xx xx | 05921-x xx xx 0592-5x xx xx |
| 01147-xx xx 0114-67 xx xx   | 02269-xx xx 0226-39 xx xx   | 04169-xx xx 0416-39 xx xx    | 05202-x xx xx 038-33x xx xx | 05922-xx xx 0592-27 xx xx   |
| 01148-xx xx 0114-68 xx xx   | 0226x-xx xx 0226-4x xx xx   | 04180-x xx xx 0418-5x xx xx  | 05203-xx xx 038-363 xx xx   | 05925-xx xx 0592-50 xx xx   |
| 01150-x xx xx 0115-6x xx xx | 02272-xx xx 0227-60 xx xx   | 04180-8 xx xx 0418-68 xx xx  | 05204-xx xx 038-344 xx xx   | 05927-x xx xx 0592-4x xx xx |
| 01151-x xx 0115-402x xx     | 02273-x xx 0227-663x xx     | 04181-xx xx 0418-65 xx xx    | 05205-xx xx 038-355 xx xx   | 05928-x xx xx 0592-6x xx xx |
| 01152-xx xx 0115-48 xx xx   | 02275-x xx 0227-555x xx     | 04182-xx xx 0418-66 xx xx    | 05206-x xx xx 038-44x xx xx | 0592x-xx xx 0592-2x xx xx   |
| 01153-xx xx 0115-43 xx xx   | 02276-x xx 0227-656x xx     | 04183-xx xx 0418-63 xx xx    | 05207-x xx xx 038-37x xx xx | 05930-x xx xx 0593-5x xx xx |
| 01154-xx xx 0115-44 xx xx   | 02277-x xx 0227-577x xx     | 04184-xx xx 0418-64 xx xx    | 05208-x xx xx 038-38x xx xx | 05933-x xx xx 0593-3x xx xx |
| 01155-x xx xx 0115-5x xx xx | 0227x-xx xx 0227-5x xx xx   | 04187-xx xx 0418-67 xx xx    | 05209-xx xx 038-477 xx xx   | 05934-xx xx 0593-32 xx xx   |
| 01156-xx xx 0115-60 xx xx   | 02280-x xx xx 0228-3x xx xx | 0418x-xx xx 0418-5x xx xx    | 05210-x xx xx 0521-5x xx xx | 0593x-xx xx 0593-5x xx xx   |
| 01157-xx xx 0115-47 xx xx   | 02285-x xx xx 0228-5x xx xx | 04192-x xx xx 073-52x xx xx  | 05211-xx xx 0521-55 xx xx   | 05940-xx xx 0594-50 xx xx   |
| 01158-x xx xx 0115-4x xx xx | 0228x-xx xx 0228-5x xx xx   | 0419x-xx xx 073-59x xx xx    | 05212-xx xx 0521-38 xx xx   | 05941-xx xx 0594-62 xx xx   |
| 01159-xx xx 0115-49 xx xx   | 02290-x xx xx 0229-2x xx xx | 04242-x xx xx 013-52x xx xx  | 05213-xx xx 0521-32 xx xx   | 05945-x xx xx 0594-5x xx xx |
| 01170-x xx xx 0117-4x xx xx | 02291-xx xx 0229-20 xx xx   | 0424x-xx xx 013-51x xx xx    | 05219-xx xx 0521-59 xx xx   | 05946-x xx xx 0594-6x xx xx |
| 01171-xx xx 0117-37 xx xx   | 02293-xx xx 0229-50 xx xx   | 04257-69 xx xx 013-569 xx xx | 0521x-xx xx 0521-3x xx xx   | 05947-x xx xx 0594-2x xx xx |
| 01172-xx xx 0117-38 xx xx   | 0229x-xx xx 0229-5x xx xx   | 0425x-xx xx 013-50x xx xx    | 05220-x xx xx 0522-2x xx xx | 05949-xx xx 0594-59 xx xx   |
| 01173-xx xx 0117-40 xx xx   | 023-xx xx xx 023-5 xx xx xx | 043-xx xx xx 043-3 xx xx xx  | 05221-xx xx 0522-47 xx xx   | 0594x-xx xx 0594-6x xx xx   |
| 01174-xx xx 0117-34 xx xx   | 02502-x xx xx 023-58x xx xx | 04404-x xx xx 045-404 xx xx  | 05222-xx xx 0522-48 xx xx   | 05950-xx xx 0595-42 xx xx   |
| 01175-x xx 0117-350x xx     | 02503-x xx xx 023-56x xx xx | 04405-x xx xx 045-405 xx xx  | 05223-xx xx 0522-45 xx xx   | 05951-xx xx 0595-44 xx xx   |
| 01176-xx xx 0117-30 xx xx   | 02507-x xx xx 023-57x xx xx | 04406-x xx xx 043-60x xx xx  | 05224-xx xx 0522-44 xx xx   | 05952-xx xx 0595-52 xx xx   |
| 01177-xx xx 0117-49 xx xx   | 0250x-xx xx 023-55x xx xx   | 0440x-xx xx 043-40x xx xx    | 05225-xx xx 0522-46 xx xx   | 05953-xx xx 0595-43 xx xx   |
| 01178-x xx xx 0117-4x xx xx | 02510-x xx xx 0251-2x xx xx | 04454-x xx xx 043-30x xx xx  | 05226-xx xx 0522-29 xx xx   | 05954-x xx xx 0595-4x xx xx |
| 01179-xx xx 0117-39 xx xx   | 02517-xx xx 0251-37 xx xx   | 0445x-xx xx 043-45x xx xx    | 05228-xx xx 0522-28 xx xx   | 05955-xx xx 0595-55 xx xx   |
| 01180-x xx xx 0118-6x xx xx | 02518-x xx xx 0251-6x xx xx | 04498-x xx xx 046-48x xx xx  | 05229-xx xx 0522-49 xx xx   | 05956-xx xx 0595-40 xx xx   |
| 01181-xx xx 0118-50 xx xx   | 0251x-x xx xx 0251-xx xx xx | 0449x-xx xx 046-44x xx xx    | 05230-x xx xx 0523-6x xx xx | 05957-xx xx 0595-57 xx xx   |
| 01182-xx xx 0118-60 xx xx   | 02520-x xx xx 0252-5x xx xx | 045-xx xx xx 045-5 xx xx xx  | 05231-xx xx 0523-68 xx xx   | 05958-xx xx 0595-48 xx xx   |
| 01184-x xx xx 0118-4x xx xx | 02521-x xx xx 0252-4x xx xx | 046-xx xx xx 046-4 xx xx xx  | 05232-x xx xx 0523-2x xx xx | 05959-xx xx 0595-49 xx xx   |
| 0118x-xx xx 0118-5x xx xx   | 02524-xx xx 0252-54 xx xx   | 04709-x xx xx 077-39x xx xx  | 05237-xx xx 0523-67 xx xx   | 05960-x xx xx 0596-6x xx xx |
| 01196-x xx xx 0113-6x xx xx | 0252x-x xx xx 0252-xx xx xx | 0470x-xx xx 077-47x xx xx    | 05238-xx xx 0523-21 xx xx   | 05962-xx xx 0596-60 xx xx   |
| 01198-xx xx 0113-58 xx xx   | 02550-x xx xx 0255-5x xx xx | 04740-xx xx 0475-50 xx xx    | 0523x-xx xx 0523-2x xx xx   | 05963-x xx 0596-533x xx     |
| 01199-xx xx 0113-69 xx xx   | 02902-x xx xx 020-43x xx xx | 04742-xx xx 0475-40 xx xx    | 05240-x xx xx 0524-5x xx xx | 05966-x xx 0596-566x xx     |
| 0119x-xx xx 0113-6x xx xx   | 02903-xx xx 020-403 xx xx   | 04743-xx xx 0475-30 xx xx    | 05241-xx xx 0524-55 xx xx   | 0596x-xx xx 0596-5x xx xx   |
| 013-xx xx xx 013-5 xx xx xx | 02907-xx xx 020-497 xx xx   | 04744-xx xx 0475-54 xx xx    | 05242-xx xx 0524-22 xx xx   | 05970-x xx xx 0597-4x xx xx |
| 013-5x xx xx 013-45x xx xx  | 02907-9x xx 020-4079x xx    | 04747-xx xx 0475-57 xx xx    | 05249-xx xx 0524-29 xx xx   | 05971-x xx xx 0597-3x xx xx |
| 013-6x xx xx 013-46x xx xx  | 02908-x xx xx 020-48x xx xx | 04748-xx xx 0475-45 xx xx    | 0524x-xx xx 0524-5x xx xx   | 05977-x xx 0597-655x xx     |
| 015-xx xx xx 015-2 xx xx xx | 02940-x xx xx 0294-4x xx xx | 0474x-xx xx 0475-4x xx xx    | 05250-x xx xx 0525-6x xx xx | 05978-x xx xx 0597-6x xx xx |
| 01606-xx xx 076-596 xx xx   | 02942-x xx xx 0294-2x xx xx | 04750-x xx xx 0475-3x xx xx  | 05258-xx xx 0525-66 xx xx   | 0597x-xx xx 0597-5x xx xx   |
| 01608-x xx xx 076-50x xx xx | 02946-xx xx 0294-28 xx xx   | 04752-xx xx 0475-53 xx xx    | 0525x-xx xx 0525-6x xx xx   | 05980-x xx xx 0598-3x xx xx |
| 01612-x xx xx 0161-2x xx xx | 0294x-xx xx 0294-2x xx xx   | 04754-x xx xx 0475-4x xx xx  | 05270-x xx xx 0527-6x xx xx | 05987-x xx xx 0598-6x xx xx |
| 0161x-xx xx 0161-4x xx xx   | 02963-xx xx 020-496 xx xx   | 0475x-xx xx 0475-5x xx xx    | 05271-xx xx 0527-23 xx xx   | 0598x-xx xx 0598-4x xx xx   |
| 01620-x xx xx 0162-4x xx xx | 02974-x xx 0297-582x xx     | 04760-x xx xx 077-30x xx xx  | 05272-xx xx 0527-29 xx xx   | 05990-x xx xx 0599-6x xx xx |
| 01621-x xx xx 0162-5x xx xx | 02976-x xx 0297-593x xx     | 0476x-xx xx 077-46x xx xx    | 05273-xx xx 0527-20 xx xx   | 05991-xx xx 0599-33 xx xx   |
| 01622-xx xx 0162-40 xx xx   | 02977-x xx xx 0297-3x xx xx | 04780-x xx xx 0478-5x xx xx  | 05274-xx xx 0527-24 xx xx   | 05992-xx xx 0599-32 xx xx   |
| 01623-x xx xx 0162-3x xx xx | 02979-x xx xx 0297-2x xx xx | 04781-x xx xx 0478-6x xx xx  | 05275-xx xx 0527-25 xx xx   | 05993-x xx xx 0599-3x xx xx |
| 01626-x xx xx 0162-6x xx xx | 0297x-x xx xx 0297-xx xx xx | 04783-xx xx 0478-50 xx xx    | 05276-xx xx 0527-65 xx xx   | 05994-x xx xx 0599-4x xx xx |
| 01640-x xx xx 0164-2x xx xx | 02981-xx xx 075-641 xx xx   | 04784-xx xx 0478-53 xx xx    | 05277-xx xx 0527-68 xx xx   | 05995-xx xx 0599-58 xx xx   |
| 01641-x xx xx 0164-6x xx xx | 02982-xx xx 075-642 xx xx   | 04789-xx xx 0478-69 xx xx    | 05278-xx xx 0527-27 xx xx   | 05996-xx xx 0599-66 xx xx   |
| 01645-xx xx 0164-60 xx xx   | 02984-xx xx 075-684 xx xx   | 04902-x xx xx 040-20x xx xx  | 05279-xx xx 0527-26 xx xx   | 05997-xx xx 0599-67 xx xx   |
| 01646-x xx xx 0164-6x xx xx | 02987-xx xx 075-687 xx xx   | 04904-x xx xx 040-22x xx xx  | 05280-x xx xx 0528-2x xx xx | 05998-x xx xx 0599-2x xx xx |
| 0164x-xx xx 0164-6x xx xx   | 02990-x xx xx 0299-4x xx xx | 04905-xx xx 040-205 xx xx    | 05281-xx xx 0528-24 xx xx   | 05999-x xx xx 0599-5x xx xx |
| 01650-x xx xx 0165-5x xx xx | 02990-4 xx xx 0299-64 xx xx | 04906-xx xx 040-206 xx xx    | 05288-xx xx 0528-25 xx xx   | 070-xxx xx xx               |
| 01651-xx xx 0165-51 xx xx   | 02991-xx xx 0299-40 xx xx   | 04907-x xx xx 040-22x xx xx  | 0528x-xx xx 0528-3x xx xx   | 071-xx xx xx 071-5 xx xx xx |
| 01652-x xx xx 0165-3x xx xx | 02993-x xx xx 0299-3x xx xx | 04908-x xx 040-2068x xx      | 05291-x xx xx 0529-4x xx xx | 072-xx xx xx 072-5 xx xx xx |
| 01653-x xx xx 0165-3x xx xx | 02996-xx xx 0299-60 xx xx   | 04920-x xx xx 0492-5x xx xx  | 05295-xx xx 0529-42 xx xx   | 073-xx xx xx 073-6 xx xx xx |
| 01658-xx xx 0165-30 xx xx   | 02997-xx xx 0299-67 xx xx   | 04923-x xx xx 0492-3x xx xx  | 05296-xx xx 0529-48 xx xx   | 074-xx xx xx 074-2 xx xx xx |
| 01659-xx xx 0165-50 xx xx   | 02999-x xx 0299-690x xx     | 04926-xx xx 0492-33 xx xx    | 0529x-xx xx 0529-4x xx xx   | 075-xx xx xx 075-6 xx xx xx |
| 0165x-xx xx 0165-3x xx xx   | 0299x-xx xx 0299-6x xx xx   | 04927-x xx xx 0492-6x xx xx  | 053-xx xx xx 053-4 xx xx xx | 076-xx xx xx 076-5 xx xx xx |
| 01660-xx xx 0166-60 xx xx   | 030-xx xx xx 030-2 xx xx xx | 04927-3 xx xx 0492-43 xx xx  | 0540x-x xx xx 074-3xx xx xx | 077-xx xx xx 077-3 xx xx xx |
| 01662-xx xx 0166-61 xx xx   | 03200-x xx xx 0320-2x xx xx | 04929-x xx xx 0492-4x xx xx  | 05410-x xx xx 0541-5x xx xx | 078-xx xx xx 078-6 xx xx xx |
| 01663-xx xx 0166-69 xx xx   | 03210-x xx xx 0321-3x xx xx | 0492x-xx xx 0492-3x xx xx    | 05411-x xx xx 0541-6x xx xx | 079-xx xx xx 079-3 xx xx xx |
| 0166x-xx xx 0166-6x xx xx   | 03211-xx xx 0321-33 xx xx   | 04930-x xx xx 0493-3x xx xx  | 05417-x xx xx 0541-6x xx xx | 080-xx xx xx 024-3 xx xx xx |
| 01670-x xx xx 0167-5x xx xx | 03212-xx xx 0321-32 xx xx   | 04934-xx xx 0493-34 xx xx    | 05418-x xx xx 0541-6x xx xx | 08303-x xx xx 026-31x xx xx |
| 01676-xx xx 0167-50 xx xx   | 03242-xx xx 036-522 xx xx   | 04935-x xx xx 0493-5x xx xx  | 05419-x xx xx 0541-2x xx xx | 08306-x xx xx 026-47x xx xx |
| 0167x-xx xx 0167-5x xx xx   | 033-xx xx xx 033-4 xx xx xx | 04936-x xx xx 0493-6x xx xx  | 0541x-x xx xx 0541-xx xx xx | 08308-x xx xx 026-48x xx xx |
| 01680-x xx xx 0168-3x xx xx | 03402-x xx xx 030-60x xx xx | 04937-x xx xx 0493-4x xx xx  | 0542x-x xx xx 053-5xx xx xx | 08309-x xx xx 026-49x xx xx |
| 01682-xx xx 0168-40 xx xx   | 03404-x xx xx 030-69x xx xx | 0493x-xx xx 0493-5x xx xx    | 05430-x xx xx 0543-5x xx xx | 08330-x xx xx 0313-4x xx xx |
| 01683-xx xx 0168-41 xx xx   | 03409-xx xx 030-601 xx xx   | 04950-x xx xx 0495-5x xx xx  | 05437-x xx xx 0543-4x xx xx | 08334-x xx xx 0313-4x xx xx |
| 01684-xx xx 0168-48 xx xx   | 0340x-x xx xx 030-6xx xx xx | 04950-5 xx xx 0495-45 xx xx  | 05440-x xx xx 0544-4x xx xx | 08336-x xx xx 0313-6x xx xx |
| 0168x-xx xx 0168-4x xx xx   | 03410-x xx xx 0341-4x xx xx | 04951-x xx xx 0495-6x xx xx  | 05443-x xx xx 0544-3x xx xx | 08337-xx xx 0313-61 xx xx   |
| 01693-xx xx 076-593 xx xx   | 03412-x xx xx 0341-2x xx xx | 04951-6 xx xx 0495-46 xx xx  | 05445-xx xx 0544-35 xx xx   | 08338-x xx xx 0313-6x xx xx |
| 01696-x xx xx 076-59x xx xx | 03413-xx xx 0341-45 xx xx   | 04953-x xx 0495-663x xx      | 05448-xx xx 0544-48 xx xx   | 08340-x xx xx 0314-3x xx xx |
| 01697-xx xx 076-598 xx xx   | 03417-x xx xx 0341-5x xx xx | 04954-xx xx 0495-65 xx xx    | 05450-x xx xx 0545-2x xx xx | 08346-x xx xx 0314-6x xx xx |
| 01711-x xx xx 071-30x xx xx | 03418-x xx xx 0341-3x xx xx | 04957-x xx 0495-697x xx      | 05452-xx xx 0545-22 xx xx   | 08347-x xx xx 0314-6x xx xx |
| 01712-xx xx 071-501 xx xx   | 03419-xx xx 0341-49 xx xx   | 04958-x xx xx 0495-4x xx xx  | 05453-xx xx 0545-43 xx xx   | 0834x-xx xx 0314-6x xx xx   |
| 01715-xx xx 071-580 xx xx   | 03420-x xx xx 0342-4x xx xx | 0495x-xx xx 0495-5x xx xx    | 05454-x xx xx 0545-4x xx xx | 08350-x xx xx 0315-3x xx xx |
| 01718-x xx xx 071-40x xx xx | 03423-xx xx 0342-44 xx xx   | 04970-x xx xx 0497-5x xx xx  | 05456-xx xx 0545-26 xx xx   | 08352-x xx xx 0315-2x xx xx |
| 01719-x xx xx 071-36x xx xx | 03425-xx xx 0342-45 xx xx   | 04975-x xx xx 0497-5x xx xx  | 05457-x xx xx 0545-2x xx xx | 08354-xx xx 0315-61 xx xx   |
| 0171x-x xx xx 071-3xx xx xx | 03426-xx xx 0342-46 xx xx   | 04976-x xx xx 0497-6x xx xx  | 05458-xx xx 0545-48 xx xx   | 08355-xx xx 0315-65 xx xx   |
| 01720-x xx xx 0172-4x xx xx | 03429-xx xx 0342-47 xx xx   | 04977-x xx xx 0497-3x xx xx  | 0546-xx xx xx               | 08356-x xx xx 0315-6x xx xx |
| 01721-xx xx 0172-50 xx xx   | 03430-x xx xx 0343-4x xx xx | 04978-xx xx 0497-68 xx xx    | 05470-x xx xx 0547-2x xx xx | 08357-xx xx 0315-37 xx xx   |
| 01722-xx xx 0172-60 xx xx   | 03431-xx xx 0343-48 xx xx   | 0497x-xx xx 0497-5x xx xx    | 05472-x xx xx 0547-2x xx xx | 08358-xx xx 0315-38 xx xx   |
| 01723-xx xx 0172-53 xx xx   | 03432-xx xx 0343-44 xx xx   | 04990-x xx xx 0499-4x xx xx  | 05473-x xx xx 0547-3x xx xx | 08359-xx xx 0315-29 xx xx   |
| 01724-xx xx 0172-40 xx xx   | 03433-xx xx 0343-43 xx xx   | 04992-xx xx 0499-42 xx xx    | 0547x-xx xx 0547-3x xx xx   | 08360-x xx xx 0316-5x xx xx |
| 01725-x xx xx 0172-5x xx xx | 03436-xx xx 0343-56 xx xx   | 04997-x xx xx 0499-5x xx xx  | 05480-x xx xx 0548-5x xx xx | 08360-3 xx xx 0316-33 xx xx |
| 01726-x xx xx 0172-6x xx xx | 03437-xx xx 0343-55 xx xx   | 04998-x xx xx 0499-3x xx xx  | 05488-xx xx 0548-68 xx xx   | 08360-4 xx xx 0316-34 xx xx |
| 01727-x xx xx 0172-2x xx xx | 03438-x xx xx 0343-5x xx xx | 050-xx xx xx 050-5 xx xx xx  | 0548x-x xx xx 0548-xx xx xx | 08360-6 xx xx 0316-36 xx xx |
| 01728-xx xx 0172-58 xx xx   | 03439-xx xx 0343-49 xx xx   | 050-1x xx xx 050-31x xx xx   | 05491-x xx xx 0546-6x xx xx | 08362-x xx xx 0316-2x xx xx |
| 01729-xx xx 0172-51 xx xx   | 0343x-x xx xx 0343-xx xx xx | 050-6x xx xx 050-36x xx xx   | 05492-x xx xx 0546-6x xx xx | 08363-xx xx 0316-53 xx xx   |
| 01731-xx xx 015-310 xx xx   | 03440-x xx xx 0344-6x xx xx | 05103-x xx xx 058-25x xx xx  | 05493-xx xx 0546-62 xx xx   | 08364-xx xx 0316-24 xx xx   |
| 01736-x xx xx 015-36x xx xx | 03443-xx xx 0344-60 xx xx   | 05104-xx xx 058-250 xx xx    | 05494-x xx xx 0546-4x xx xx | 08365-x xx xx 0316-5x xx xx |
| 01738-xx xx 015-380 xx xx   | 03447-xx xx 0344-57 xx xx   | 05105-x xx xx 058-25x xx xx  | 05495-xx xx 0546-67 xx xx   | 08366-xx xx 0316-37 xx xx   |
| 01740-x xx xx 0174-6x xx xx | 0344x-xx xx 0344-6x xx xx   | 05106-xx xx 058-251 xx xx    | 05497-x xx xx 0546-6x xx xx | 08367-x xx xx 0316-2x xx xx |
| 01742-x xx xx 0174-2x xx xx | 03450-x xx xx 0345-5x xx xx | 05107-x xx xx 058-25x xx xx  | 05498-x xx xx 0546-6x xx xx | 08370-x xx xx 0317-4x xx xx |
| 01745-x xx xx 0174-5x xx xx | 03450-7 xx xx 0345-47 xx xx | 05108-x xx xx 058-25x xx xx  | 055-xx xx xx 055-5 xx xx xx | 0837x-x xx xx 0317-xx xx xx |
| 01747-x xx xx 0174-3x xx xx | 03451-x xx xx 0345-6x xx xx | 05109-xx xx 058-257 xx xx    | 055-5x xx xx 055-35x xx xx  | 08380-x xx xx 0318-6x xx xx |
| 01748-x xx xx 0174-4x xx xx | 03452-xx xx 0345-55 xx xx   | 05110-x xx xx 0511-4x xx xx  | 055-6x xx xx 055-36x xx xx  | 08382-xx xx 0318-59 xx xx   |
| 01749-x xx xx 0174-2x xx xx | 03453-xx xx 0345-50 xx xx   | 05111-xx xx 0511-42 xx xx    | 05610-x xx xx 0561-6x xx xx | 08383-xx xx 0318-45 xx xx   |
| 01751-x xx xx 070-51x xx xx | 03454-xx xx 0345-64 xx xx   | 05112-xx xx 0511-40 xx xx    | 05617-x xx 0561-477x xx     | 08384-xx xx 0318-47 xx xx   |
| 01793-xx xx 079-593 xx xx   | 03455-x xx xx 0345-5x xx xx | 05113-xx xx 0511-44 xx xx    | 05619-x xx 0561-499x xx     | 08385-x xx xx 0318-5x xx xx |
| 01802-xx xx 0180-63 xx xx   | 03456-xx xx 0345-56 xx xx   | 05114-x xx xx 0511-4x xx xx  | 0561x-xx xx 0561-4x xx xx   | 08386-xx xx 0318-46 xx xx   |
| 01805-xx xx 0180-66 xx xx   | 03457-xx xx 0345-65 xx xx   | 05115-x xx xx 0511-5x xx xx  | 05620-xx xx 0562-44 xx xx   | 08387-xx xx 0318-57 xx xx   |
| 01807-x xx xx 0180-5x xx xx | 03458-xx xx 0345-68 xx xx   | 05116-xx xx 0511-46 xx xx    | 05621-xx xx 0562-45 xx xx   | 08388-xx xx 0318-48 xx xx   |
| 01808-xx xx 0180-68 xx xx   | 03459-x xx 0345-599x xx     | 05117-x xx xx 0511-5x xx xx  | 0566x-xx xx 0566-6x xx xx   | 08389-x xx xx 0318-4x xx xx |
| 0180x-x xx xx 0180-xx xx xx | 03461-xx xx 0346-21 xx xx   | 05118-x xx xx 0511-4x xx xx  | 05700-x xx xx 0570-6x xx xx | 085-4x xx xx 026-44x xx xx  |
| 01810-x xx xx 0181-4x xx xx | 03464-xx xx 0346-24 xx xx   | 05120-x xx xx 0512-5x xx xx  | 05708-xx xx 0570-56 xx xx   | 085-xx xx xx 026-3xx xx xx  |
| 01814-xx xx 0181-40 xx xx   | 03469-xx xx 0346-28 xx xx   | 05121-xx xx 0512-33 xx xx    | 0570x-xx xx 0570-5x xx xx   | 08811-x xx xx 0481-4x xx xx |
| 01815-xx xx 0181-48 xx xx   | 0346x-x xx xx 0346-xx xx xx | 05122-xx xx 0512-34 xx xx    | 05712-x xx xx 0571-2x xx xx | 08819-x xx xx 0481-3x xx xx |
| 01818-x xx xx 0181-3x xx xx | 03472-xx xx 0347-35 xx xx   | 05123-xx xx 0512-35 xx xx    | 05716-xx xx 0571-26 xx xx   | 0881x-xx xx 0481-4x xx xx   |
| 01819-x xx xx 0181-2x xx xx | 03473-x xx xx 0347-3x xx xx | 05124-xx xx 0512-36 xx xx    | 05717-xx xx 0571-29 xx xx   | 08850-x xx xx 0485-3x xx xx |
| 01820-x xx xx 0182-5x xx xx | 03474-xx xx 0347-34 xx xx   | 05125-xx xx 0512-30 xx xx    | 05720-x xx xx 0572-3x xx xx | 08851-x xx xx 0485-5x xx xx |
| 01821-xx xx 0182-50 xx xx   | 03480-x xx xx 0348-4x xx xx | 05126-xx xx 0512-38 xx xx    | 05722-xx xx 0572-31 xx xx   | 08851-9 xx xx 0485-49 xx xx |
| 01822-xx xx 0182-30 xx xx   | 03480-7 xx xx 0348-57 xx xx | 05127-xx xx 0512-37 xx xx    | 05723-xx xx 0572-33 xx xx   | 08852-xx xx 0485-44 xx xx   |
| 01823-x xx xx 0182-3x xx xx | 03481-xx xx 0348-40 xx xx   | 05128-xx xx 0512-46 xx xx    | 05724-xx xx 0572-30 xx xx   | 08853-xx xx 0485-53 xx xx   |
| 01828-x xx xx 0182-6x xx xx | 03482-xx xx 0348-45 xx xx   | 05129-xx xx 0512-47 xx xx    | 05725-xx xx 0572-32 xx xx   | 08855-x xx xx 0485-5x xx xx |
| 0182x-xx xx 0182-3x xx xx   | 03483-xx xx 0348-44 xx xx   | 05130-x xx xx 0513-6x xx xx  | 05726-xx xx 0572-38 xx xx   | 08859-x xx xx 0485-4x xx xx |
| 01830-x xx xx 0183-6x xx xx | 03484-x xx xx 0348-4x xx xx | 05131-xx xx 0513-52 xx xx    | 05729-xx xx 0572-39 xx xx   | 0885x-xx xx 0485-3x xx xx   |
| 01831-xx xx 0183-56 xx xx   | 03485-xx xx 0348-55 xx xx   | 05132-xx xx 0513-57 xx xx    | 05730-x xx xx 0573-2x xx xx | 08860-x xx xx 0486-4x xx xx |
| 01832-xx xx 0183-44 xx xx   | 03486-xx xx 0348-56 xx xx   | 05133-xx xx 0513-46 xx xx    | 05731-xx xx 0573-22 xx xx   | 08867-xx xx 0486-41 xx xx   |
| 01837-xx xx 0183-35 xx xx   | 03487-xx xx 0348-50 xx xx   | 05134-x xx xx 0513-4x xx xx  | 05738-xx xx 0573-40 xx xx   | 0886x-xx xx 0486-4x xx xx   |
| 01838-xx xx 0183-58 xx xx   | 0348x-xx xx 0348-6x xx xx   | 05135-x xx xx 0513-5x xx xx  | 0573x-xx xx 0573-4x xx xx   | 08870-x xx xx 0487-5x xx xx |
| 0183x-xx xx 0183-x0 xx xx   | 03497-xx xx 033-277 xx xx   | 05137-x xx xx 0513-5x xx xx  | 05750-x xx xx 0575-5x xx xx | 08878-xx xx 0487-50 xx xx   |
| 01840-x xx xx 0184-4x xx xx | 0349x-x xx xx 033-2xx xx xx | 05138-x xx xx 0513-4x xx xx  | 05751-xx xx 0575-43 xx xx   | 0887x-xx xx 0487-5x xx xx   |
| 01842-xx xx 0184-66 xx xx   | 035-xx xx xx 035-6 xx xx xx | 05140-xx xx 0514-60 xx xx    | 05752-xx xx 0575-55 xx xx   | 08880-x xx xx 0488-4x xx xx |
| 01843-xx xx 0184-60 xx xx   | 036-xxx xx xx               | 05141-xx xx 0514-59 xx xx    | 05753-xx xx 0575-46 xx xx   | 08885-xx xx 0488-41 xx xx   |
| 01846-x xx xx 0184-6x xx xx | 038-xx xx xx 038-4 xx xx xx | 05149-xx xx 0514-68 xx xx    | 05756-xx xx 0575-56 xx xx   | 08886-xx xx 0488-48 xx xx   |
| 0184x-xx xx 0184-6x xx xx   | 040-xx xx xx 040-2 xx xx xx | 0514x-xx xx 0514-5x xx xx    | 05758-xx xx 0575-50 xx xx   | 08887-xx xx 0488-44 xx xx   |
| 01858-x xx xx 078-68x xx xx | 040-68 xx xx 040-368 xx xx  | 05150-x xx xx 0515-4x xx xx  | 0575x-xx xx 0575-4x xx xx   | 0888x-xx xx 0488-4x xx xx   |
| 01859-x xx xx 078-69x xx xx | 04102-x xx xx 073-53x xx xx | 05151-x xx xx 0515-5x xx xx  | 05761-xx xx 055-301 xx xx   | 08891-x xx xx 024-39x xx xx |
| 0185x-xx xx 078-67x xx xx   | 04103-xx xx 073-503 xx xx   | 05153-xx xx 0515-55 xx xx    | 05762-xx xx 055-312 xx xx   | 08892-xx xx 024-622 xx xx   |
| 01860-x xx xx 0186-6x xx xx | 04104-x xx xx 073-54x xx xx | 05154-x xx xx 0515-4x xx xx  | 05763-xx xx 055-323 xx xx   | 08893-xx xx 024-663 xx xx   |
| 01862-xx xx 0186-60 xx xx   | 04105-x xx xx 073-55x xx xx | 05155-x xx xx 0515-5x xx xx  | 05765-xx xx 055-505 xx xx   | 08895-x xx xx 024-68x xx xx |
| 01864-xx xx 0186-57 xx xx   | 04108-x xx xx 073-51x xx xx | 05158-x xx xx 0515-2x xx xx  | 05766-xx xx 055-506 xx xx   | 08896-xx xx 024-696 xx xx   |
| 0186x-xx xx 0186-6x xx xx   | 04110-xx xx 0411-60 xx xx   | 05159-x xx xx 0515-3x xx xx  | 05768-xx xx 055-378 xx xx   | 0889x-x xx xx 024-6xx xx xx |
| 01870-x xx xx 0187-4x xx xx | 04113-xx xx 0411-63 xx xx   | 0515x-xx xx 0515-5x xx xx    | 05769-xx xx 055-519 xx xx   |                             |
| 01877-xx xx 0187-60 xx xx   | 04116-x xx xx 0411-6x xx xx |                              |                             |                             |
| 01879-xx xx 0187-49 xx xx   | 04117-xx xx 0411-62 xx xx   |                              |                             |                             |
| 0187x-xx xx 0187-6x xx xx   | 04118-xx xx 0411-64 xx xx   |                              |                             |                             |